# The Sims Castaway Stories
The Sims Castaway Stories este al treilea joc din seria The Sims Stories, și a fost lansat pe data de 29 ianuarie 2008 de către EA Games, pentru PC și Mac. Varianta pentru PC este considerată laptop friendly, pentru că nu are nevoie de o placă video avansată pentru a rula. Este similar cu The Sims 2: Castaway.
În The Sims Castaway jucătorul se află pe o insula pustie, alături de un grup de refugiați, care vor trebui sa adune materiale pentru a construi un adăpost, vor trebui să învețe care fructe sunt otrăvitoare și care nu, vor învăța să pescuiască și vor dezvolta relații între ei.